# Championnat du Maroc féminin de volley-ball
Le Championnat du Maroc féminin de volley-ball est une compétition sportive opposant les meilleurs clubs de volley-ball féminin du Maroc.

## Palmarès
- 2022 : AS FAR[1]
- 2023 : AS FAR[2]